# Kasteel Hamelinck

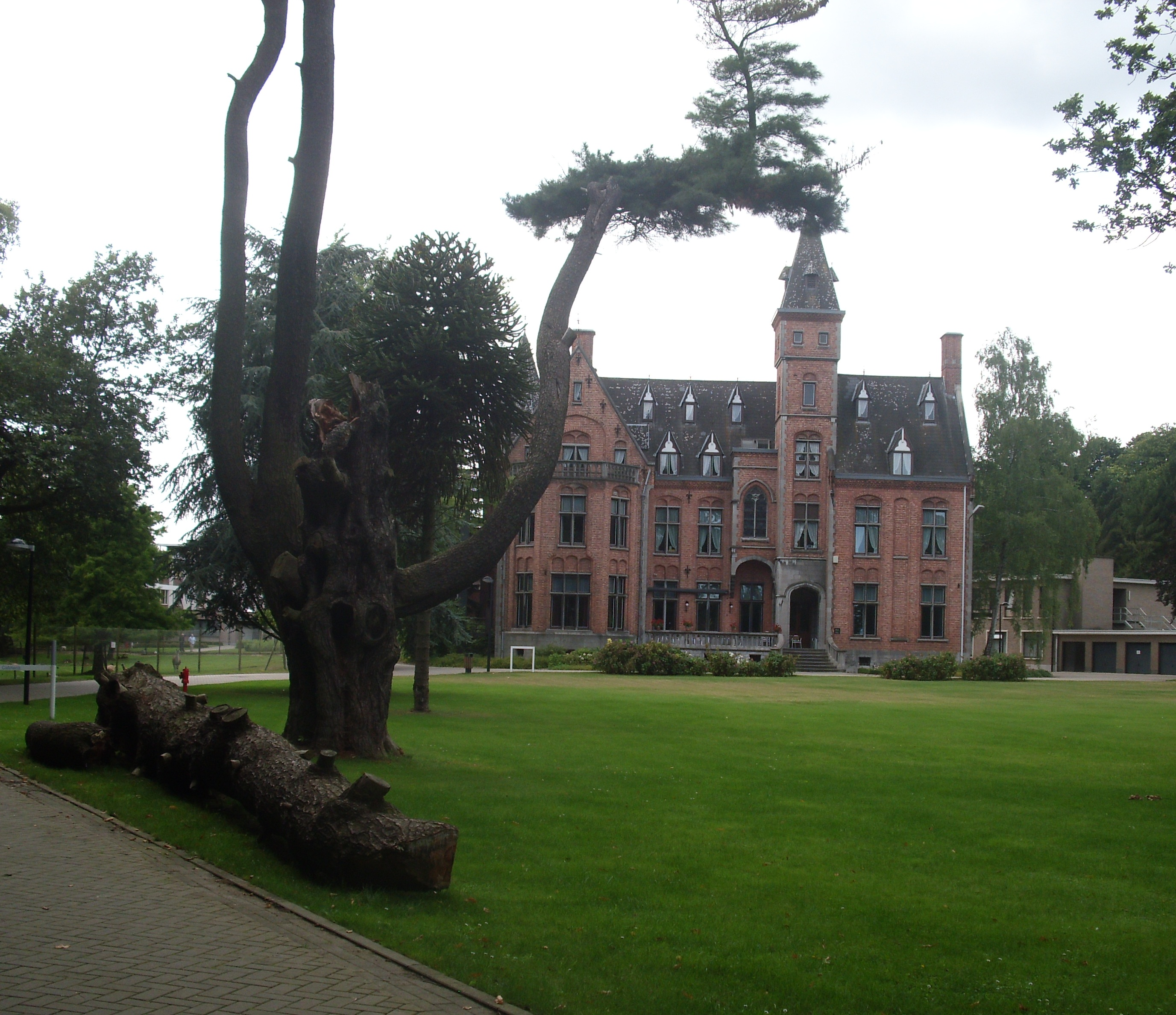
Kasteel Hamelinck

Het Kasteel Hamelinck (ook: Kasteel Delbecque) is een kasteel in de tot de gemeente Gent behorende plaats Sint-Denijs-Westrem, gelegen aan de Beukenlaan 20.

## Geschiedenis
Oorspronkelijk stond hier een boerderij en deze werd in 1874 verbouwd, terwijl op dit domein ook een park aangelegd. Het kasteel werd gebouwd in 1892 in neogotische stijl. In 1914 werd het nog uitgebreid maar tijdens de Eerste Wereldoorlog brandde het uit. Nadien werd het in dezelfde stijl herbouwd.
In 1936 vestigde zich hier het Sint-Camillusinstituut, een psychiatrisch ziekenhuis dat later door fusies is opgegaan in KARUS.

## Gebouw
Het bakstenen gebouw wordt gekenmerkt door veel dakkapellen en enkele torentjes. Het interieur omvat een neogotische huiskapel.
Het geheel bevindt zich in een park met een vijver en een grot. Er zijn ook heel wat bijgebouwen.